# Pampanito
Pampanito is een gemeente in de Venezolaanse staat Trujillo. De gemeente telt 31.700 inwoners. De hoofdplaats is Pampanito.